# Zend
Zend o Zand è un termine tecnico Zoroastriano che designa i chiarimenti esegetici, le parafrasi, i commenti e le traduzioni dai testi Avestā. Il termine zand è una contrazione del lemma zainti in lingua avestica, con significato di "interpretazione" o "come inteso".

## Storia
Chiarimenti e parafrasi zand esistono in diverse lingue, compresa la lingua avestica. Queste esegesi in lingua avestica a volte accompagnano il testo originale con il commento, ma sono più spesso altrove nel canone. Un esempio di esegesi nella lingua avestica si trova in Yasna 19-21, che è un insieme di tre commenti avestici più recenti sui tre Gathic avestici 'preghiere elevate' di Yasna 27. Sembra che zand esistessero anche in una varietà di lingue medio iraniche, ma di questi commenti, lo zand in medio persiano è l'unico ad esser sopravvissuto completamente, ed è per questa ragione che viene indicato come 'lo' zand.
Con la notevole eccezione dello Yasht, quasi tutti i testi avestici sopravvissuti hanno il loro zand in medio persiano, che in alcuni manoscritti appare a fianco (o intercalato con) del testo chiarito. La prassi di inserire commenti non avestici a fianco dei testi avestici ha portato a due interpretazioni errate diverse, tra gli studiosi occidentali, del termine Zand; queste incomprensioni sono descritti sotto. Questi chiarimenti e commenti non erano destinati ad essere utilizzati come testi teologici da loro stessi, ma per l'istruzione religiosa del pubblico (per allora) non di lingua avestico lingua. Al contrario, i testi in lingua avestici rimasti sacrosanta e continuò ad essere recitata nella lingua avestica, che era considerata una lingua sacra. Lo Zand medio persiano può essere suddiviso in due sottogruppi, quello dei testi avestici sopravvissuti, e quello dei testi avestici perduti.
Una procedura esegetica coerente è quella dei manoscritti in cui l'avestico originale e il suo Zand coesistono. Gli studiosi sacerdotali, in un primo tempo, tradussero l'avestico il più letteralmente possibile. In una seconda fase, lo tradussero idiomaticamente. Nella fase finale, la traduzione idiomatica venne integrata con spiegazioni e commenti, spesso di notevole lunghezza, e di tanto in tanto con la citazione di varie autorità
Diverse importanti opere in medio persiano contengono selezioni di Zand da testi avestici, anche di testi che sono andati purtroppo perduti. Attraverso il confronto delle selezioni di testi perduti e testi sopravvissuti, è stato possibile distinguere tra le traduzioni di opere avestiche e i commenti su di esse, e quindi, a un certo grado, di ricostruire il contenuto di alcuni dei testi perduti. Tra questi vi è il Bundahishn, che ha Zand-Agahih ("conoscenze dallo Zand") come sottotitolo ed è fondamentaleper comprendere la cosmogonia e l'escatologia zoroastriana. Un altro testo, Wizidagiha, "selezioni (dagli Zand)", del sacerdote del IX secolo Zadspram, è un testo chiave per la comprensione dell'ortodossia zoroastriana nell'era sasanide. Il Denkard, un testo del IX o X secolo, comprende ampie sintesi e citazioni di 'testi' Zand.

## Interpretazioni
La prassi, da parte dei sacerdoti, di inserire commenti a fianco del testo, ha portato a due differenti incomprensioni tra gli studiosi del XVIII e XIX secolo:
- Il trattamento non corretto di "Zend" e "Avesta" come sinonimi e l'uso sbagliato di "Zend-Avesta", come nome della Scrittura zoroastriana. Questo errore deriva da un fraintendimento delle distinzioni fatte dai sacerdoti tra manoscritti per uso scolastico ("Avesta - con - Zand"), e manoscritti per uso liturgico ("pulito"). Tra gli studiosi occidentali, l'ex classe di manoscritti è stata fraintesa di essere il nome proprio dei testi, da qui il termine improprio "Zend-Avesta" per l'Avesta. Nell'uso sacerdotale tuttavia, "Zand-i-Avesta" o "Avesta-o-Zand" semplicemente identifica manoscritti che non sono adatti per l'uso rituale in quanto non sono (Sade) "puliti" di elementi non avestici.

- L'uso errato di Zend come nome di una lingua o scritto. Nel 1759,  Anquetil-Duperron riferì di aver sentito dire che Zend era il nome della lingua dei più antichi scritti. Allo stesso modo, nel suo terzo discorso, pubblicato nel 1798,  Sir William Jones ricorda una conversazione con un sacerdote indù che gli disse che lo scritto era chiamato Zend, e la lingua Avesta. Questo errore deriva da un equivoco sul termine pazend, che denota in realtà l'uso dell'alfabeto avestico per la scrittura di alcuni testi medi persiani. l'oera di Rasmus Rask, A Dissertation on the Authenticity of the Zend Language (Bombay, 1821), può aver contribuito alla confusione.

Propagata da Zendavesta, or the religious books of the Zoroastrians di N.L. Westergaard (Copenaghen, 1852-1854), della prima metà del XIX secolo, la confusione divenne universale, presso gli studiosi occidentali, per essere facilmente invertita, e Zend-Avesta, anche se un termine improprio, ha continuato ad essere alla moda anche nel XX secolo.